# Eugeniusz Kalinowski (inżynier)
Eugeniusz Kalinowski (ur. 1 stycznia 1927, zm. 11 sierpnia 2001) – polski inżynier mechanik, profesor Politechniki Wrocławskiej, specjalista w zakresie mechaniki technicznej cieczy i gazów oraz termodynamiki, nauczyciel akademicki, wieloletni wykładowca. W ciągu swojej kariery uzyskał liczne nagrody i odznaczenia, w tym Krzyż Kawalerski Orderu Odrodzenia Polski. Zmarł w 2001 roku i został pochowany na Cmentarzu Świętej Rodziny we Wrocławiu. Jego dorobek naukowy wywarł duży wpływ na rozwój nauk inżynieryjnych w Polsce.

## Życiorys

### Wczesne lata i okres wojenny
Eugeniusz Kalinowski urodził się 1 stycznia 1927 roku w Siedlcach, gdzie spędził swoje młodzieńcze lata. W okresie II wojny światowej, w 1943 roku, wstąpił do Armii Krajowej, składając przysięgę wojskową w jednym z partyzanckich oddziałów AK działających w rejonie Siedlec. Podczas wojny, mimo trudnych warunków, kontynuował naukę i równocześnie angażował się w działalność wojskową. Tragedia dotknęła go osobiście, gdy jego jedyny brat został rozstrzelany przez Niemców w 1944 roku. Po zakończeniu wojny, w 1946 roku, Eugeniusz Kalinowski zdał maturę w liceum siedleckim i wyjechał do Wrocławia, by rozpocząć studia wyższe.

### Wykształcenie i praca naukowa
Eugeniusz Kalinowski rozpoczął studia na Politechnice Wrocławskiej w 1946 roku, początkowo na Wydziale Mechaniczno-Elektrotechnicznym, który z czasem przekształcił się w dwa wydziały: Mechaniczny i Elektryczny. Po ukończeniu studiów w 1950 roku, rozpoczął pracę na uczelni w Katedrze Teorii Maszyn Cieplnych jako młodszy asystent. 
Początkowy okres pracy Profesora Kalinowskiego przypadał na lata intensywnej odbudowy dolnośląskiego przemysłu po zniszczeniach wojennych. Wspólnie z kolegami z katedry angażował się w uruchamianie maszyn parowych, turbin, kotłów, pieców i chłodni w wielu niewielkich przedsiębiorstwach, łącząc te zadania z pracą dydaktyczną.
W 1963 roku Eugeniusz Kalinowski uzyskał stopień doktora za rozprawę pt. "Dopuszczalna szybkość studzenia ciał kruchych na przykładzie kruchego szkła przeźroczystego". Jego badania dotyczyły szybkości studzenia materiałów kruchych, szczególnie szkła, co miało zastosowanie w różnych gałęziach przemysłu. W 1968 roku uzyskał stopień doktora habilitowanego na Politechnice Śląskiej w Gliwicach, broniąc pracy "Przekazywanie ciepła do gruntu przy równoczesnym podsiąkaniu wody gruntowej". Ta rozprawa była istotna z punktu widzenia inżynierii lądowej i budownictwa, badając procesy wymiany ciepła w gruntach i ich wpływ na środowisko.
Zaliczony w 2001 przez Amerykański Instytut Biograficzny przy Kongresie USA w poczet najwybitniejszych naukowców świata (World Liders of Scientific Influence, US library of Congress, Washington, DC); Wieloletni dyrektor Instytutu Techniki Cieplnej i Mechaniki Płynów, członek Komitetu Termodynamiki i Spalania PAN. Międzynarodowego Instytutu Chłodnictwa w Paryżu oraz innych instytucji naukowych (UT Drezno, Kijów, MEI Moskwa). Kierownik 3 zakończonych grantów KBN, otrzymane dwa patenty. Autor 103 publikacji krajowych i zagranicznych, podręczników akademickich Termodynamika (1994), Przekazywanie ciepła i wymienniki (1994), Przekazywanie ciepła do gruntu PWN (1967) oraz trzech skryptów. Autor 216 prac naukowych niepublikowanych, badań i ekspertyz w większości dla przemysłu zakończonych wdrożeniem. Promotor 11 doktorów, recenzent 26 prac doktorskich, 16 habilitacji opiniodawcy 7 wniosków na tytuł profesora, Czynny udział w światowych i międzynarodowych konferencjach naukowych. Laureat 4 nagród Ministra, kilkunastu rektora i innych. Odznaczenia: Krzyż Oficerski Orderu Odrodzenia Polski, Medal Edukacji Narodowej, Krzyż Armii Krajowej. Odznaki „Zasłużony dla rozwoju miasta Wrocławia i województwa". Nagroda Senatu za działalność dydaktyczną. Organizator budowy Instytut Techniki Cieplnej i Mechaniki Płynów dla Politechniki Wrocławskiej.
Profesor Kalinowski był autorem wielu publikacji naukowych, w tym podręczników i skryptów, które do dziś są używane przez studentów. Od 1976 roku pełnił funkcję profesora na Wydziale Mechaniczno-Energetycznym Politechniki Wrocławskiej, gdzie prowadził badania z zakresu mechaniki cieczy, gazów i termodynamiki. Był również aktywnym uczestnikiem konferencji i seminariów naukowych, dzieląc się swoją wiedzą z kolegami po fachu oraz młodszymi naukowcami.
Profesor Kalinowski wykładał na Politechnice Wrocławskiej przez wiele lat, kształcąc inżynierów, którzy później zdobywali doświadczenie w różnych branżach przemysłu i nauki. Jego osiągnięcia naukowe oraz wkład w rozwój edukacji inżynierskiej pozostaną trwałym śladem na uczelni i w środowisku naukowym.

## Odznaczenia
Za swoją działalność naukową i dydaktyczną Eugeniusz Kalinowski otrzymał liczne nagrody i odznaczenia, w tym: 
- Krzyż Kawalerski Orderu Odrodzenia Polski
- Medal Komisji Edukacji Narodowej
- Złoty Krzyż Zasługi
- Medal 30-lecia Polski Ludowej
- Złota Odznaka Politechniki Wrocławskiej
- Odznaka „Zasłużony dla Energetyki”

Otrzymywał również liczne nagrody rektorskie za osiągnięcia w pracy dydaktycznej i naukowej.
W latach 1990-1985 był członkiem społecznego komitetu PANORAMY RACŁAWICKIEJ we WROCŁWIU, który zdołał doprowadzić do przywrócenia narodowi tego cennego pomnika jego kultury (nr. 63). 

## Śmierć i upamiętnienie

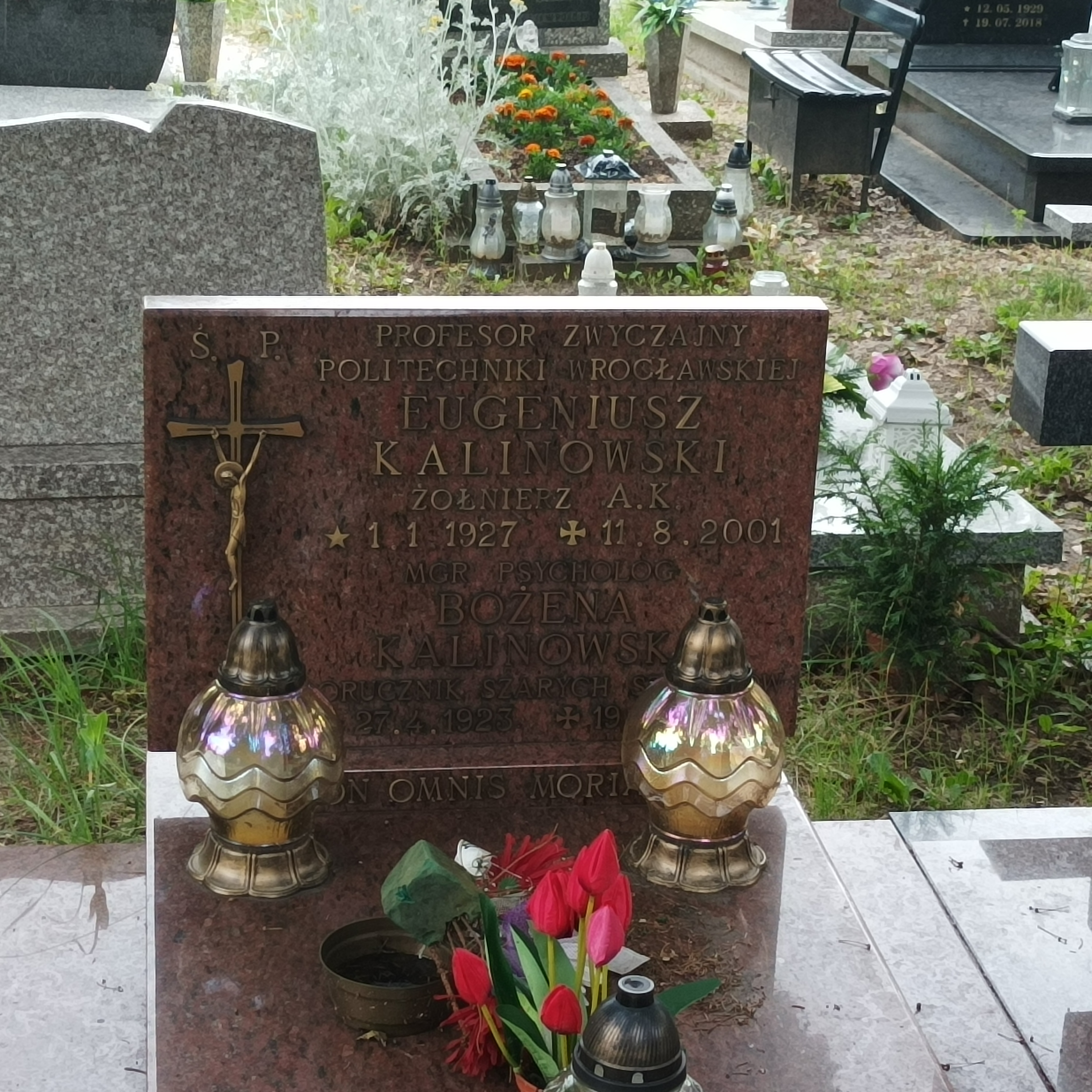
Grób prof. Eugeniusza Kalinowskiego na Cmentarzu Świętej Rodziny

Profesor Eugeniusz Kalinowski zmarł 11 sierpnia 2001 roku. Został pochowany na Cmentarzu Świętej Rodziny we Wrocławiu. Jego dorobek naukowy i dydaktyczny pozostawił trwały ślad w środowisku akademickim Politechniki Wrocławskiej oraz wśród jego studentów i współpracowników.